# Халваши, Фридон Ишикович
Фридон Ишикович Халваши (груз. ფრიდონ იშილის ძე ხალვაში, 17 мая 1925, Гегелидзееби, Аджарская АССР, Грузинская ССР, СССР — 8 июля 2010, Гегелидзееби, Аджария) — грузинский поэт и прозаик, политик, депутат Парламента Грузии. Лауреат премии Шота Руставели (1979).

## Биография
Родился в семье Ишиля Халваши и Айше Гогитидзе.
В 1957 году окончил Литературный институт им. Горького в Москве, в 1959 году — Батумский педагогический институт.
В разное время был председателем аджарской организации Союза писателей Грузии, депутатом парламента Грузии.
Первое стихотворение было опубликовано в 1948 году в сборнике стихов «Страна дорог». Впоследствии опубликовал около 50 книг, в том числе: «Чорохи хвашиади», «Выговор», «Вы изменились», «Этот день», «Дарди», «Сто солнц в материнском сердце», «Море начинается в Батуми».
В 1995—1999 гг. был депутатом парламента Грузии 4-го созыва по партийным спискам избирательного блока «Возрождение Грузии».
17 мая 2010 года в Тбилиси в Государственном академическом театре имени Шота Руставели прошёл вечер, посвященный 85-летию Фридона Халваши. На вечере, читая одно из своих стихотворений, скоропостижно скончался известный поэт Мухран Мачавариани. После этого Фридон Халваши тяжело заболел и скончался 8 июля того же года в родном селе Гегелидзе.

## Личная жизнь
Жена: Тунтул Мамучадзе-Халваши (1925). Дети: Мэри (1945), Мзия (1947), Заза Халваши (1957—2020).

## Память
Именем Фридона Халваши назван проспект в Батуми.